# Бастид, Жан-Франсуа де
Жан-Франсуа де Бастид (фр. Jean-François de Bastide; 15 июля 1724, Марсель — 4 июля 1798, Милан) — французский писатель
, драматург, журналист, литературный критик.

## Биография
Сын марсельского офицера и внучатый племянник знаменитого аббата Пелегрена, который променял служение Церкви на карьеру оперного певца. В юные годы Жан-Франсуа де Бастид отправился в Париж, где попал в литературное общество «Погребок» модных тогда авторов — Дора, Фавара, Вуазенона, Кребильона-сына — и полностью отдался занятиям литературой, став одним из наиболее ярких полиграфов своего времени.
Автор ряда романов и рассказов («История монахини» (Histoire d’une religieuse par elle-même, 1786; «Маленький домик»), пьес, был критиком.
Занимался журналистикой, публиковался в «Le Nouveau spectateur» (1758—1760), « Le Monde tel qu’il est» (1760—1761), «Journal de Bruxelles ou le Penseur» (1766—1767) и других.
С 1779 по 1789 год руководил изданием «Всеобщей библиотеки романов.
Его новелла «Маленький домик», посвященная истории обольщения маркизом де Тремикуром молодой маркизы по имени Мелита, представляет собой своего рода описательную поэму в прозе, в которой подробнейшим образом изображается убранство «маленького домика» маркиза (так в XVIII веке именовались аристократические гарсоньерки во Франции).

## Избранные произведения
Пьесы
- Le Désenchantement inespéré (1749)
- L'Épreuve de la probité (1762)
- Les Caractères de la musique (1763)
- Les Deux talents (комическая опера, постановка Театр итальянской комедии (Париж), 1763)
- Le Jeune homme (комедия, постановка театр Бордо, 1764)
- Les Amants opposés (комедия, постановка театр Гааги, 1766)
- La Majorité (комедия)
- Le Soldat par amour (комическая опера, постановка Брюссель, театр Ла Монне, 1766)
- Gésoncourt et Clémentine (трагедия).
- La Petite-Maison (1763)